# Ford Edge
El Ford Edge es un automóvil todoterreno del segmento D producido por el fabricante estadounidense Ford desde el año 2006. El modelo se fabrica en Oakville, Canadá. Es un cinco plazas con motor delantero y carrocería autoportante, disponible con tracción delantera o tracción a las cuatro ruedas. Sus principales competidores son los Chevrolet Captiva, Honda Pilot, Hyundai Santa Fe, Kia Sorento, Mazda CX-7 y Toyota Highlander.
El Edge de primera generación se presentó oficialmente en el Salón del Automóvil de Detroit de 2006, y se puso a la venta en octubre de ese año. Utiliza la misma plataforma que los turismos Mazda 6, Ford Fusion, Mercury Milan y Lincoln MKZ, y los todoterrenos Lincoln MKX y Mazda CX-9.
Originalmente se ofrecía únicamente con un motor gasolina de seis cilindros en V atmosférico de 3,5 litros de cilindrada y 265 CV de potencia máxima. En 2011 se lo reemplazó por un V6 atmosférico de 3,7 litros que eroga 305 CV, mientras que se añadió un motor turboalimentado de 2,0 litros y 240 CV. El modelo se ofrece con una caja de cambios automática de seis marchas.
La segunda generación del Edge se lanzó al mercado en 2014, realizado mediante la misma plataforma del Ford Fusion contemporáneo. Los motores gasolina son un 2,0 litros turboalimentado de 245 CV, un 3,5 litros atmosférico de 280 CV, y un 2,7 litros turboalimentado de 325 CV. En tanto, el motor Diesel es un 2,0 litros turboalimentado que se ofrece en variantes de 180 y 210 CV. El Edge se ofrece con cajas de cambios manual y automática de seis marchas.